# Wilhelm Heuer (Lithograf, 1813)

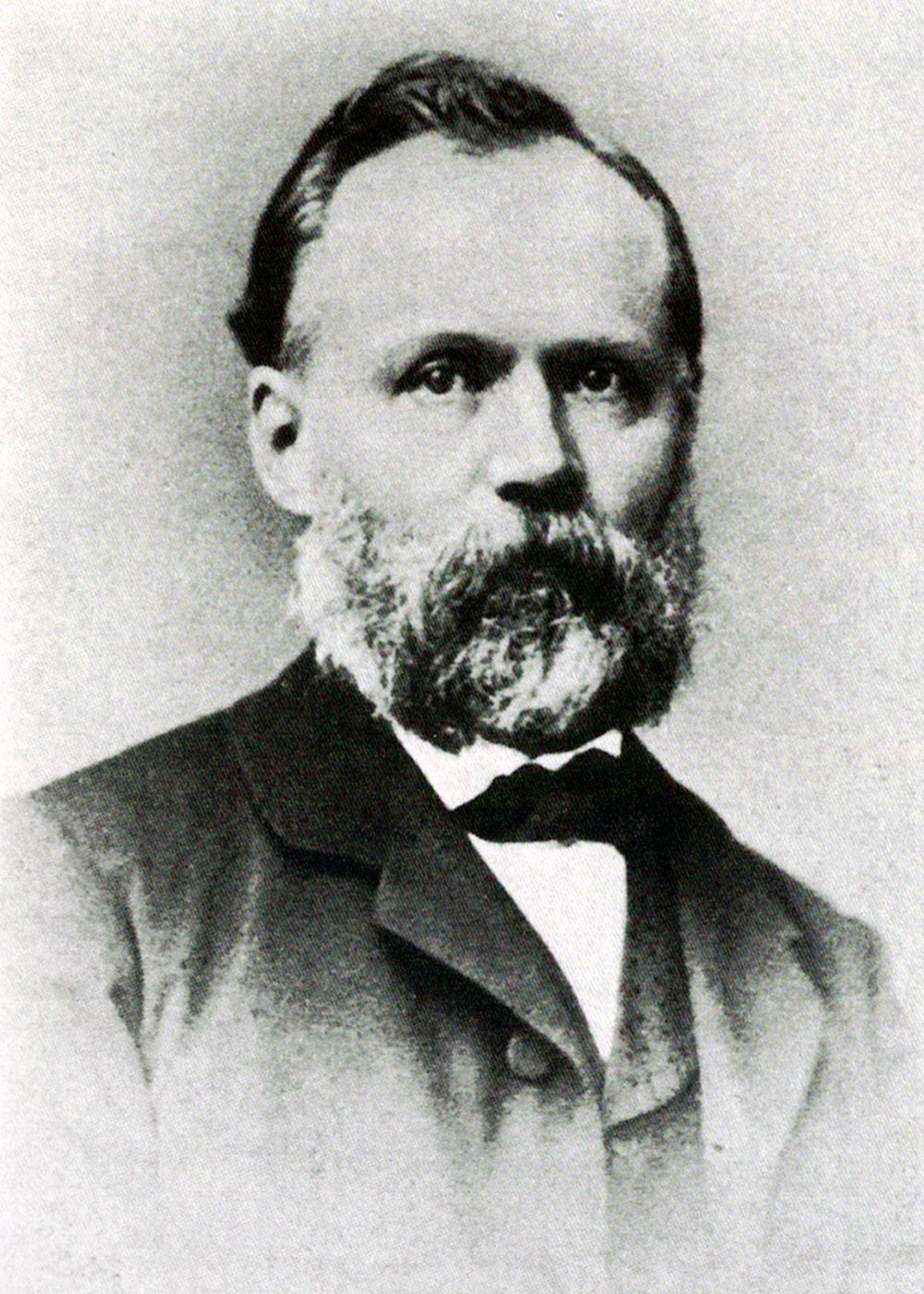
Wilhelm Heuer um 1860

Christian Ludwig Wilhelm Heuer (* 6. November 1813 in Hamburg; † 15. April 1890 ebenda) war ein deutscher Lithograf, der vor allem für seine zahlreichen Hamburgensien bekannt ist.

## Leben
Geboren wurde Heuer unter der französischen Besetzung Hamburgs in der Hamburger Görttwiete nahe dem Hopfenmarkt. Er war der Sohn des Schneiders Johann Friedrich Heuer und Christina Magdalena, geborene Lehmann aus Uelzen. Seine Geburt wurde registriert im französischen „Zivilstands-Geburten-Register von Hambourg“ unter der Nummer 2738. Als er gerade ein Jahr war, zogen die Eltern in ein Haus in der Stavenpforte und später in die Altenwallstraße. Das dortige Haus fiel 1842 dem Hamburger Brand zum Opfer.
Heuer begann seine Ausbildung zum Lithografen etwa 1828/1829 in der Druckerei der Gebrüder Suhr. Nach Abschluss seiner Lehre arbeitete er zunächst dort und ging erst in der zweiten Hälfte der 1830er-Jahre zur Vervollkommnung seiner Fertigkeiten nach Wien. Hier lernte er auch seine spätere Ehefrau Maria Grisenberger (* 1816) kennen, die er am 11. April 1837 in der Pfarre St. Leopold heiratete. Sie war eine Tochter des Kleinhäuslers Leopold Grisenberger.
Mit seiner Ehefrau kehrte er unmittelbar nach dem Großen Brand 1842 in seine Heimatstadt zurück. Im selben Jahr begann Heuer eine lang andauernde Zusammenarbeit mit der lithografischen Anstalt von Charles Fuchs. Dort erschien im August 1842 auch Heuers erste größere Arbeit, ein Panorama der abgebrannten Hansestadt Hamburg, das in kolorierter Form 12 Mark kostete. „Christian Wilhelm Ludwig Heuer, Lithograph“ wurde am 21. Februar 1845 Hamburger Bürger.
Danach arbeitete Heuer unter anderem für die Berendsohn'sche Kunst- und Buchhandlung, für die er eine Reihe „historischer Situations- und Topographie-Bilder aus der […] Geschichte Hamburgs“ fertigte. Sie waren bestimmt für Hamburgs Gedenkbuch – eine Chronik seiner Schicksale und Begebenheiten, das 1844 vollendet war. In den Jahren bis 1847 erschienen in 56 Blättern die Malerischen Ansichten von Schleswig, Holstein und Lauenburg.
Weniger bekannt ist, dass Wilhelm Heuer zahlreiche Lithografien für die Firma J.C. Godeffroy & Sohn angefertigt hat. Er lithografierte Zeichnungen und auch Fotografien, die die Forschungsreisenden für das Museum Godeffroy aus der Südsee mit nach Hamburg gebracht hatten. Die Lithografien wurden innerhalb der Journale des Museum Godeffroy zwischen 1873 und 1881 veröffentlicht.

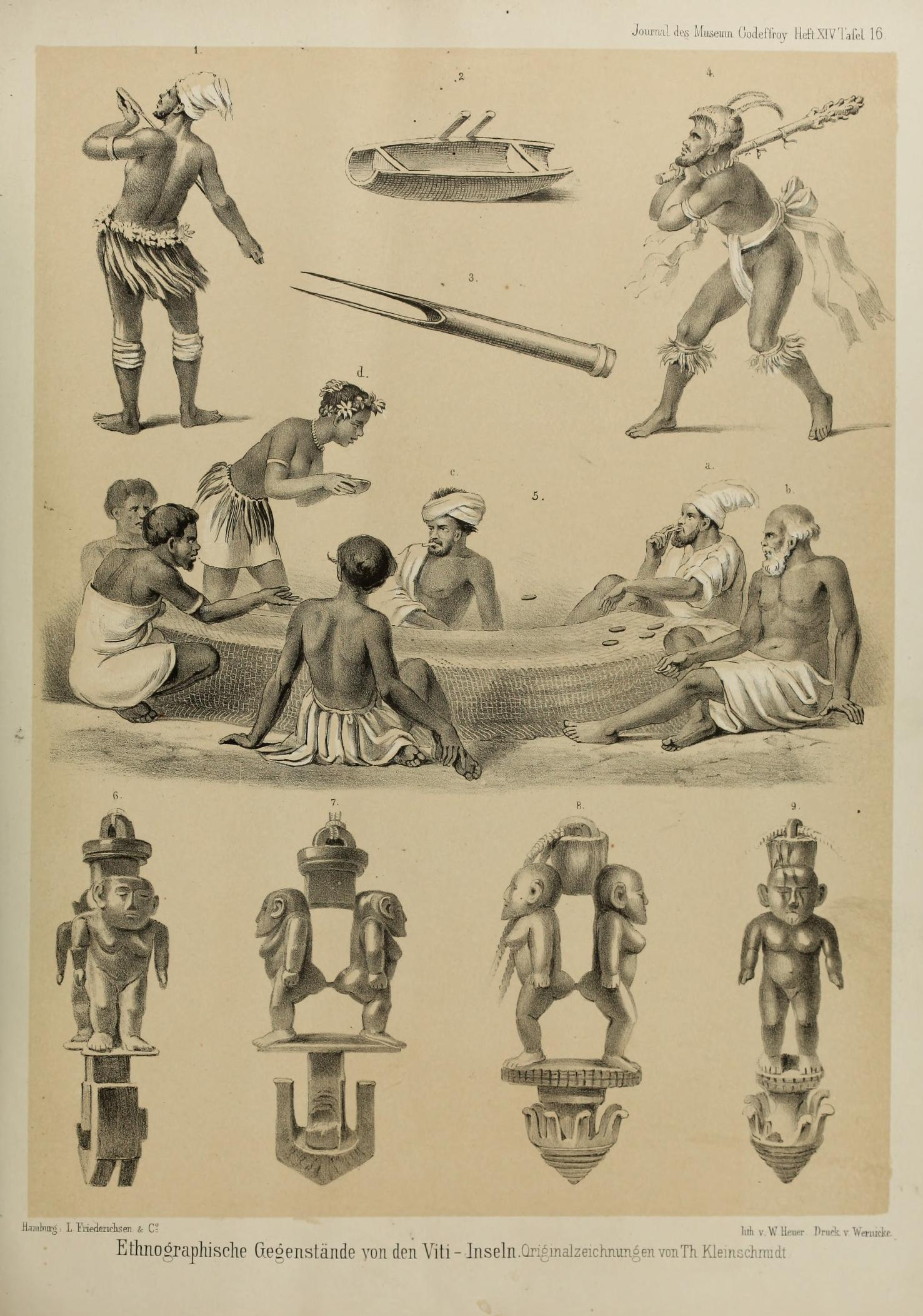
Journal des Museum Godeffroy, Band 5, Heft XIV Tafel 16 Ethnografie (Zeich.: Th. Kleinschmidt)
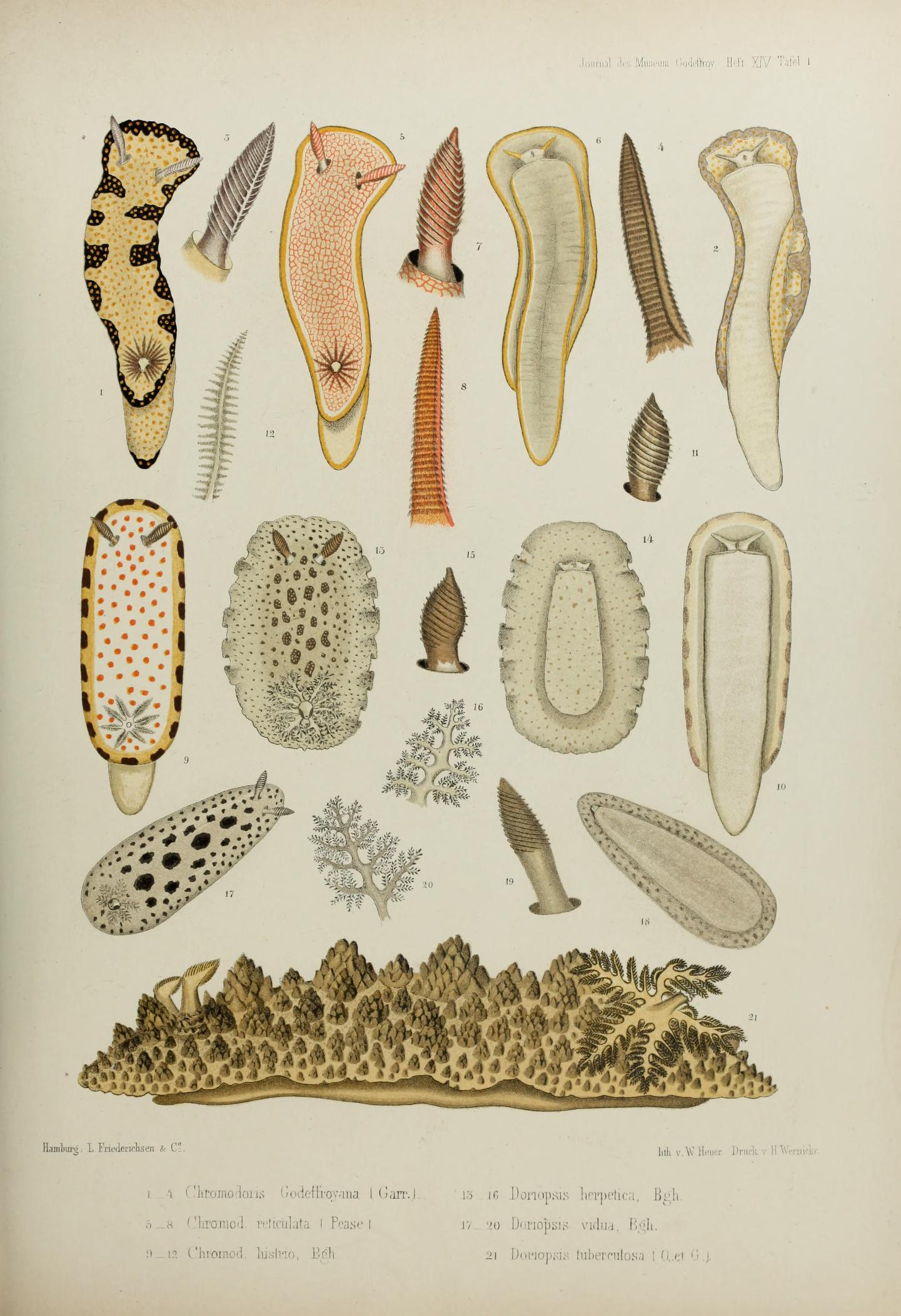
Journal des Museum Godeffroy, Band 5, Heft XIV Tafel 1
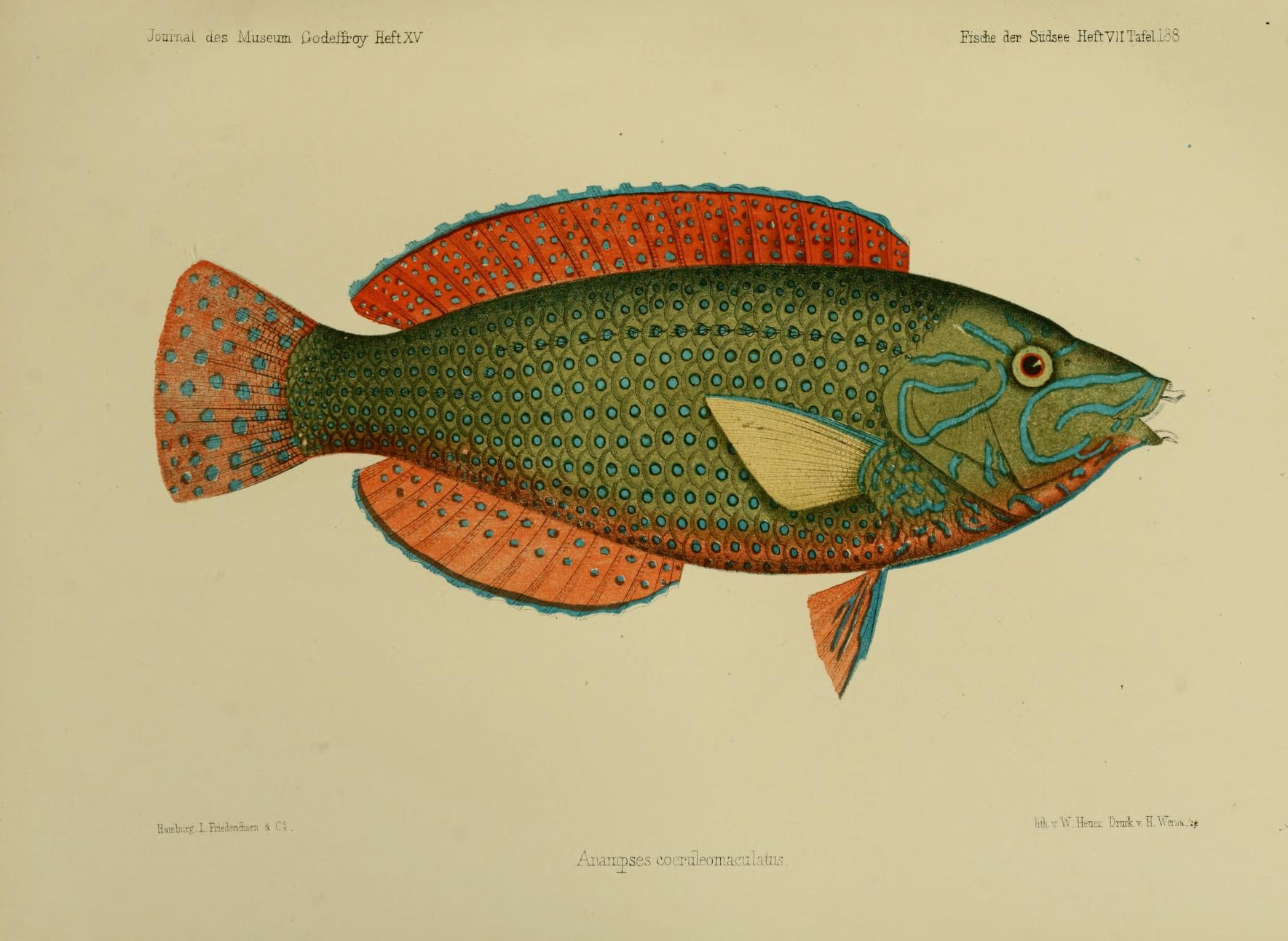
Journal des Museum Godeffroy, Band 4, Heft XV Fische der Südsee Heft VII Tafel 138

### Hauptwerk
Heuers Hauptwerk, Hamburg und seine Umgebungen, erschien im Verlag von Carl Gassmann. Heuer eröffnete es 1853 mit den ersten zwölf Steindrucken. Im Laufe der folgenden Jahre wuchs dieses Werk zu einer immer wieder aktualisierten Gesamtschau Hamburgs an. Mit weiteren großformatigen Lithografien der Hansestadt und ihrer Umgebung avancierte Heuer zu einem der angesehensten Lithografen Norddeutschlands. In seinen letzten Lebensjahren schuf er noch 84 Autografien, ehe er am 15. April 1890 in Hamburg starb.

Auswahl
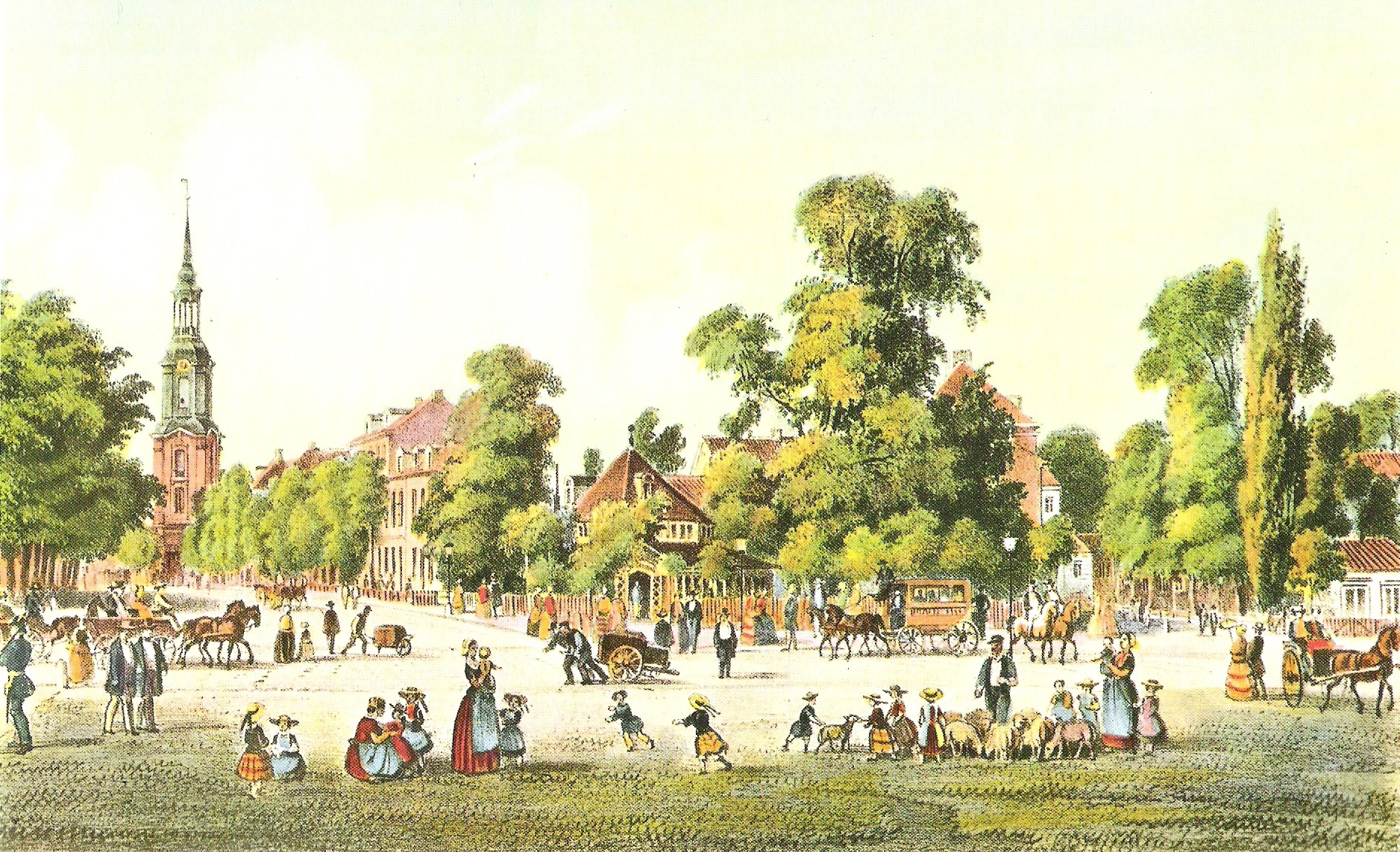
1855 – St. Georg
1855 – Eimsbüttel
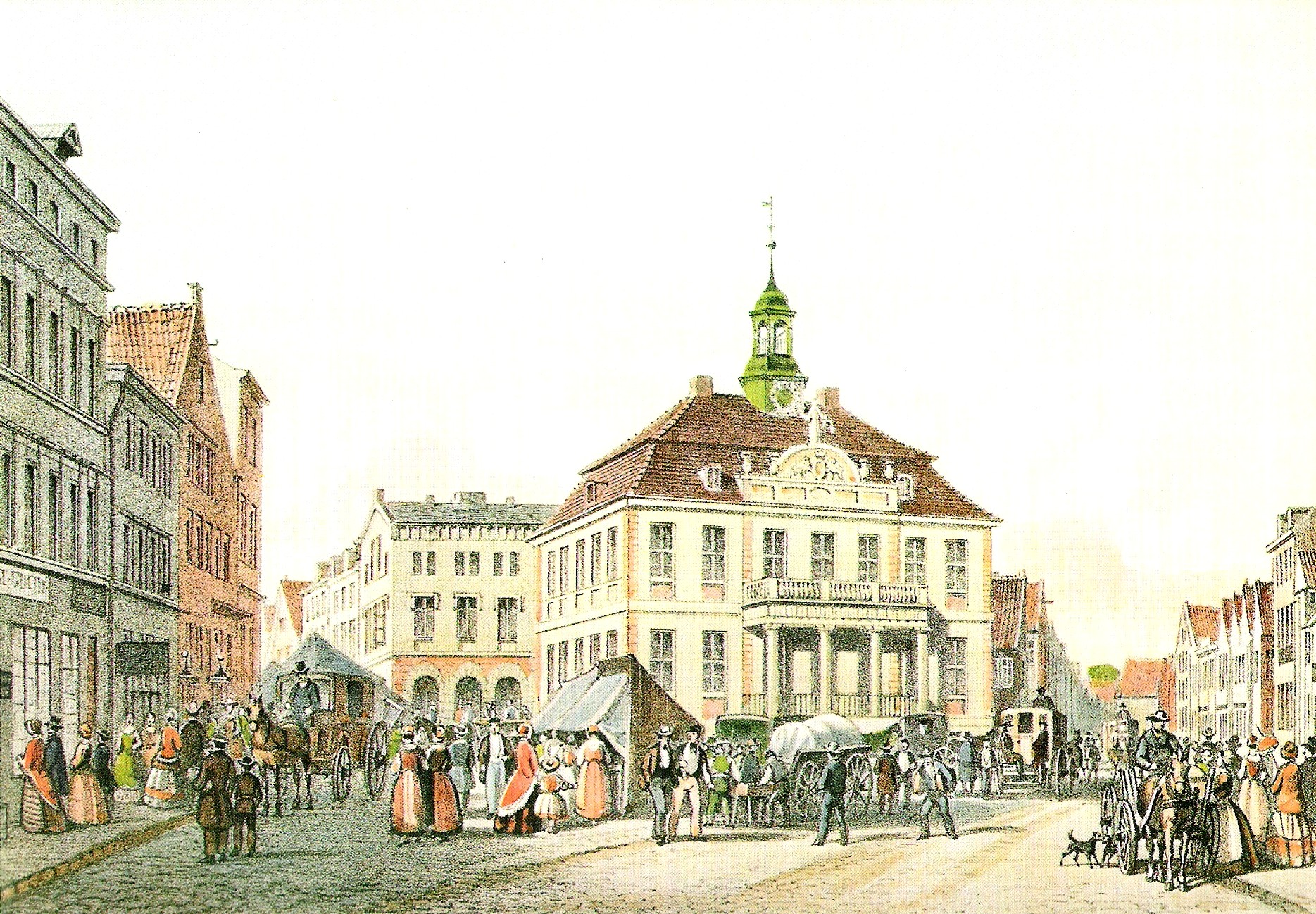
1856 – Altona
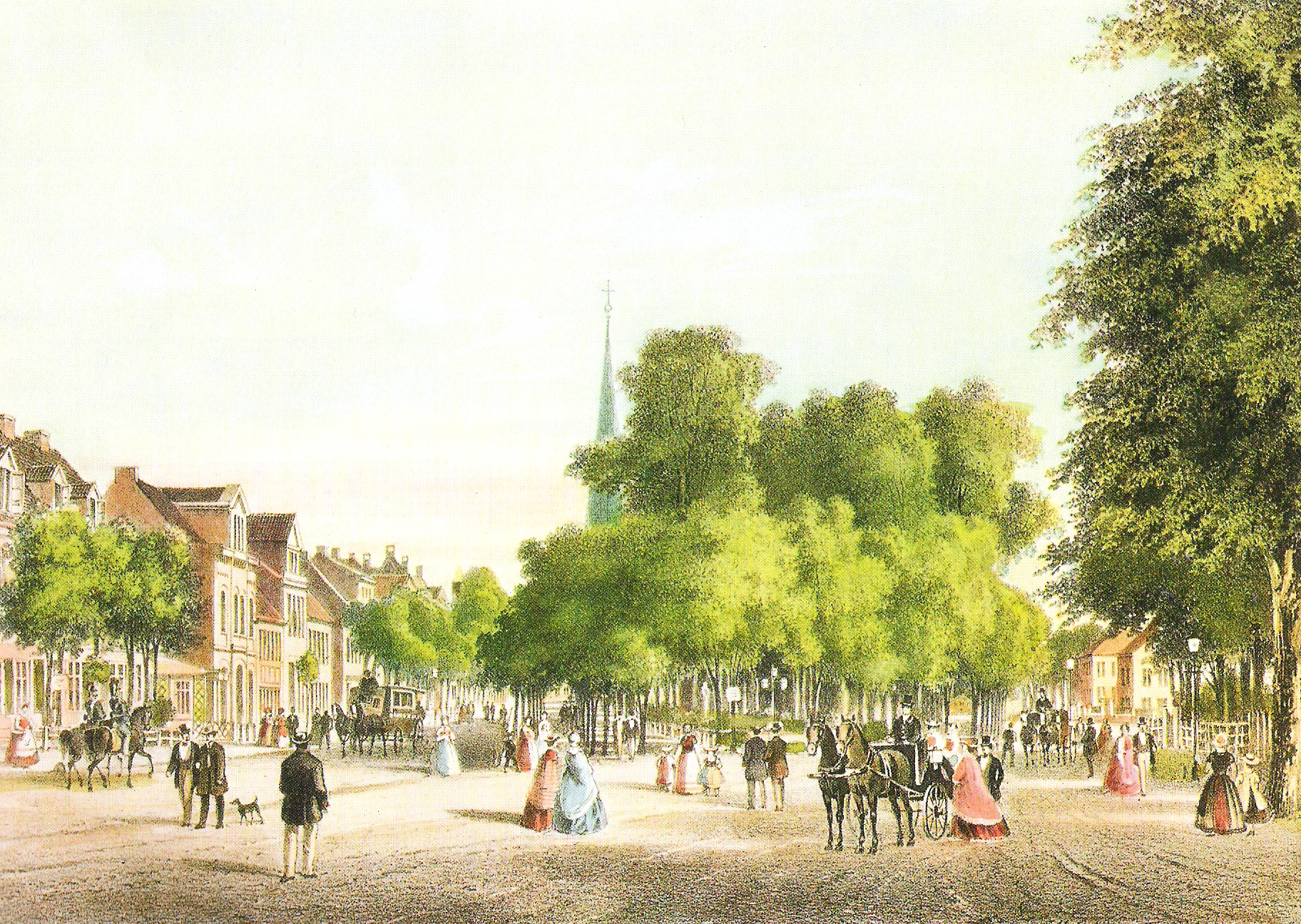
1861 – Wandsbek